# Nouveau Parti démocratique de la Saskatchewan
Le Nouveau Parti démocratique de la Saskatchewan (NPD) est un parti politique social-démocrate dans la province canadienne de Saskatchewan.

## Chefs du parti

### Co-operative Commonwealth Federation
| Nom              | Chef                              | Premier ministre |
| ---------------- | --------------------------------- | ---------------- |
| M. J. Coldwell   | 27 juillet 1932 - 17 juillet 1936 | —                |
| George Williams  | 17 juillet 1936 - 12 février 1941 | —                |
| John Brockelbank | 12 février 1941 - 17 juillet 1942 | —                |
| Tommy Douglas    | 17 juillet 1942 - 3 novembre 1961 | 1944 - 1961      |

### Nouveau Parti démocratique
| Nom                         | Chef                              | Premier ministre             |
| --------------------------- | --------------------------------- | ---------------------------- |
| Woodrow Stanley Lloyd       | 3 novembre 1961 - 4 juillet 1970  | 3 novembre 1961 - 2 mai 1964 |
| Allan Blakeney              | 4 juillet 1970 - 7 novembre 1987  | 30 juin 1971 - 8 mai 1982    |
| Roy Romanow                 | 7 novembre 1987 - 27 janvier 2001 | 1991 - 2001                  |
| Lorne Calvert               | 27 janvier 2001 - 6 juin 2009     | 2001 - 2007                  |
| Dwain Lingenfelter          | 6 juin 2009 - 19 novembre 2011    | —                            |
| John Nilson (intérim)       | 19 novembre 2011 - 9 mars 2013    | —                            |
| Cam Broten                  | 9 mars 2013 - 23 avril 2016       | —                            |
| Trent Wotherspoon (intérim) | 23 avril 2016 - 20 juin 2017      | —                            |
| Nicole Sarauer (intérim)    | 20 juin 2017 - 3 mars 2018        | —                            |
| Ryan Meili                  | 3 mars 2018 - 26 juin 2022        | —                            |
| Carla Beck                  | 26 juin 2022 - présent            | —                            |

## Résultats électoraux

### Élections provinciales
| Élection | Chef                 | Votes   | %    | Sièges  | +/– | Positionnement | Gouvernement                             |
| -------- | -------------------- | ------- | ---- | ------- | --- | -------------- | ---------------------------------------- |
| 1934     | Major James Coldwell | 102 944 | 24,0 | 5 / 55  |     | 2e             | Opposition                               |
| 1938     | George Hara Williams | 82 529  | 18,7 | 10 / 52 | 5   | 2e             | Opposition                               |
| 1944     | Tommy Douglas        | 211 364 | 53,1 | 47 / 52 | 37  | 1er            | Douglas                                  |
| 1948     | Tommy Douglas        | 236 900 | 47,6 | 31 / 52 | 16  | 1er            | Douglas                                  |
| 1952     | Tommy Douglas        | 291 705 | 54,1 | 42 / 53 | 11  | 1er            | Douglas                                  |
| 1956     | Tommy Douglas        | 249 634 | 45,3 | 36 / 53 | 6   | 1er            | Douglas                                  |
| 1960     | Tommy Douglas        | 276 846 | 40,8 | 37 / 54 | 1   | 1er            | Douglas (1960-1961) et Lloyd (1961-1964) |
| 1964     | Woodrow Lloyd        | 268 742 | 40,3 | 26 / 59 | 11  | 2e             | Opposition                               |
| 1967     | Woodrow Lloyd        | 188 653 | 44,3 | 24 / 59 | 2   | 2e             | Opposition                               |
| 1971     | Allan Blakeney       | 248 978 | 55,0 | 45 / 60 | 21  | 1er            | Blakeney                                 |
| 1975     | Allan Blakeney       | 180 700 | 40,1 | 39 / 61 | 6   | 1er            | Blakeney                                 |
| 1978     | Allan Blakeney       | 228 791 | 48,1 | 44 / 61 | 5   | 1er            | Blakeney                                 |
| 1982     | Allan Blakeney       | 201 390 | 37,6 | 9 / 64  | 35  | 2e             | Opposition                               |
| 1986     | Allan Blakeney       | 247 683 | 45,2 | 25 / 64 | 16  | 2e             | Opposition                               |
| 1991     | Roy Romanow          | 275 780 | 51,0 | 55 / 66 | 30  | 1er            | Romanow                                  |
| 1995     | Roy Romanow          | 193 053 | 47,2 | 42 / 58 | 13  | 1er            | Romanow                                  |
| 1999     | Roy Romanow          | 157 046 | 38,7 | 29 / 58 | 13  | 1er            | Romanow                                  |
| 2003     | Lorne Calvert        | 190 923 | 44,6 | 30 / 58 | 1   | 1er            | Calvert                                  |
| 2007     | Lorne Calvert        | 168 704 | 37,2 | 20 / 58 | 10  | 2e             | Opposition                               |
| 2011     | Dwain Lingenfelter   | 128 673 | 32,0 | 9 / 58  | 11  | 2e             | Opposition                               |
| 2016     | Cam Broten           | 131 137 | 30,2 | 10 / 61 | 1   | 2e             | Opposition                               |
| 2020     | Ryan Meili           | 140 584 | 31,8 | 13 / 61 | 3   | 2e             | Opposition                               |
| 2024     | Carla Beck           | 188 373 | 40,3 | 27 / 61 | 14  | 2e             | Opposition                               |